# 도성풍운 2
《도성풍운 2》(The Man From Macao II, 賭城風雲)는 2015년 공개된 홍콩의 액션, 코미디 영화이다. 왕정이 감독과 각본을 맡았다. 2015년 2월 19일 홍콩에서 개봉했다.

## 출연
- 주윤발 - 지안
- 장가휘 - 쟈오마
- 여문락 - 루오
- 유가령

## 평가

### 네티즌 반응
- 네이버 평점은 7.02이다.(44명 참여).

### 수상 및 후보
- 2015년 제12회 바르셀로나 빅 아시안 필름 섬머 페스티벌 - 공식경쟁부문 후보
- 2016년 제20회 부천국제판타스틱영화제 - 특별전 : 베스트 오브 아시아 후보